# Octa del Kent
Octa o Octha (500 circa – 543) è stato re del Kent nel VI secolo.
Le fonti primarie sono discordanti sulla sua esistenza e sulle relazioni di parentela con gli altri membri della dinastia regnante, e lo indicano alternativamente come figlio di Hengest o di Oisc e come padre dello stesso Oisc o di Eormenric. La durata del suo regno è incerta: secondo alcune fonti regnò tra il 512 e il 534, secondo altre tra il 516 e il 540.

## Nelle fonti storiche
La "Cronaca anglosassone" - composta probabilmente nel IX secolo durante il regno di Alfredo il Grande - non lo menziona, ma indica Oisc come figlio di Hengest. La "Historia ecclesiastica gentis Anglorum" (completata all'incirca nel 731) di Beda il Venerabile definisce, invece, Octa come figlio di «Orric, soprannominato Oisc». Al contrario, "Il salterio di Vespasiano" (IX secolo) indica Octa come figlio di Hengest e padre di Oisc. Anche Nennio, nella "Historia Brittonum" (IX secolo), lo indica come figlio di Hengest (a cui sarebbe succeduto dopo la morte) e ne racconta le gesta militari, a fianco di re Vortigern e assieme al fratello Ebusa, contro gli Scoti. Secondo le genealogie dei re sassoni incluse in alcuni manoscritti dell'opera di Nennio, Octa è figlio di Hengest e padre di Ossa, a sua volta indicato come padre di Eormenric.

## Nella letteratura arturiana
La "Historia Regum Britanniae", opera pseudostorica di Goffredo di Monmouth risalente al XII secolo, riprende la parte iniziale della narrazione della "Historia Brittonum", ma la prosegue in modo differente. Octa e il fratello Eosa servono ancora nella campagna militare di Vortigern, ma dopo la sua deposizione da parte del romano-britannico Ambrosio Aureliano e l'uccisione del padre Hengest, sono costretti a proseguire da soli la guerra contro i Britanni. Assediato a York, Octa si arrende, ma negozia una tregua in cambio del suo vassallaggio ad Ambrosio Aureliano. Alla morte del re britannico, i due fratelli riprendono il conflitto non sentendosi più vincolati ad alcun giuramento. Vengono, tuttavia, presi prigionieri dopo lo scontro con le armate di Uther Pendragon, figlio di Aureliano. Riusciti a fuggire, fanno ritorno in Germania, dove raccolgono una grande armata. Il successivo scontro dei due sassoni con Uther Pendragon si risolve in una nuova sconfitta e i due fratelli vengono uccisi.
Octa compare anche nella letteratura folkloristica gallese col nome di Osla Bigknife (Osla Grandecoltello), sebbene questo personaggio possa essere meglio identificato con Offa di Mercia. Osla è menzionato in due racconti del Mabinogion, "Culhwch e Olwen" (circa 1100) e "Il Sogno di Rhonabwy" (XII-XIII secolo). Nel primo racconto è al servizio di Re Artù di cui è indicato come uno dei compagni; viene anche descritta la sua arma, una spada così grande da essere utilizzata come ponte dalle armate di Artù e, e la sua partecipazione alla caccia del cinghiale Twrch Trwyth. Nel secondo racconto, Octa è, invece, l'avversario di Artù nella battaglia del Monte Badon.